# Erodium turcmenum
Erodium turcmenum là một loài thực vật có hoa trong họ Mỏ hạc. Loài này được Grossh. mô tả khoa học đầu tiên.